# Royal Heraldry Society of Canada
Die Royal Heraldry Society of Canada (RHSC) ist eine kanadische Wissenschaftliche Gesellschaft mit dem Ziel, die (insbesondere kanadische) Heraldik zu fördern und über diese auf wissenschaftlicher Grundlage zu informieren. Patronin der Gesellschaft ist die Generalgouverneurin von Kanada, Julie Payette, Vizepatronin ist die Vorsitzende des Obersten Gerichtshofs, Beverley McLachlin. Präsident der Gesellschaft ist seit 2015 Edward (Ted) McNabb.

## Geschichte
Die Gesellschaft wurde im Jahr 1966 unter der Leitung von Korvettenkapitän Alan Beddoe OC, OBE in Ottawa gegründet. Der ursprüngliche Name war Heraldry Society of Canada.
Während der ersten 25 Jahre war die Gesellschaft die treibende Kraft zur Gründung einer eigenen Körperschaft Kanadas für die Gewährung und Erteilung von Wappen. Am 4. Juni 1988 übergab Prinz Edward im Sitz des Gouverneurs den Letters Patent von Königin Elisabeth II. mit der Ermächtigung, dass der Generalgouverneur von Kanada Wappen gewähren dürfe und zur Einrichtung der kanadischen Wappenbehörde, die beim Generalgouverneur angesiedelte Canadian Heraldic Authority. Der erste Leiter dieser Behörde und Chief Herald of Canada war der damalige Präsident der Heraldry Society, Robert Watt LVO.
Am 20. März 2002 erhob Elisabeth II. zu ihrem goldenen Jubiläum die Gesellschaft zur Königlichen Vereinigung und gewährte dieser offiziell die Bezeichnung Royal. Die Namensänderung in Royal Heraldry Society of Canada wurde bei der Generalversammlung von der persönlichen Vertreterin der Königin Iona Campagnolo, Vizegouverneurin der Provinz British Columbia, offiziell verkündet.
Mit der Änderung der Statuten als Royal Society wurde auch eine Wappenbesserung beantragt, im offiziellen Wappen der Gesellschaft von nun an die königliche Krone führen zu dürfen. Dieses Privileg wurde von Elisabeth II. per Dekret am 18. Dezember 2003 gewährt.

## Aktivitäten
Die Royal Heraldry Society of Canada versucht Interesse an der Heraldik zu fördern, indem sie einen dreistufigen Lehrgang (im Selbststudium mit Lesehinweisen), den Heraldry Proficiency Course, sowie ein speziell an Kinder gerichtetes Computerprogramm zum Erstellen eines Wappens (Heraldry 4 Kids) auf der Homepage anbietet.
Darüber hinaus veröffentlicht die Gesellschaft ein wissenschaftliches Journal, die Alta Studia Heraldica (ASH), sowie ein vierteljährliches Mitgliedermagazin (Heraldry in Canada/Gonfanon). Daneben veröffentlichen regionale Abteilungen der Gesellschaft vierteljährliche Magazine (The Blazon in British Columbia/Yukon, The Prairie Tressure und Hogtown Heraldry).
Zudem führt die Gesellschaft eine Wappenrolle, in der die Wappen der einzelnen Mitglieder geführt werden, welche durch die kanadische Wappenbehörde verliehen werden.

## Auszeichnungen und Zertifikate
Die RHSC gewährt drei Auszeichnungen, die zum Tragen der entsprechenden Abkürzung hinter dem Namen berechtigen:
- Fellow (FRHSC)[1]
- Honorary Fellows (FRHSC (Hon))[2]
- Lizenziat (LRHSC)[3]

## Publikationen
Die Royal Heraldry Society of Canada verlegt folgende Zeitschrift:
- Le Gonfanon

Halbjährlich erscheint als wissenschaftliches Werk:
- Heraldic in Canada

Folgende weitere fachwissenschaftliche Werke wurden herausgegeben:
- A Guide to Blazonry
- A Canadian Heraldic Primer
- The Canadian Heraldic Dictionary
- Canadian Heraldry